# Кызыл-Яр (Стерлибашевский район)
Кызыл-Яр (баш. Ҡыҙылъяр) — деревня в Стерлибашевском районе Республики Башкортостан Российской Федерации. Входит в состав Яшергановского сельсовета.

## География

### Географическое положение
Расстояние до:
- районного центра (Стерлибашево): 39 км,
- центра сельсовета (Яшерганово): 6 км,
- ближайшей ж/д станции (Стерлитамак): 99 км.

## Население
| 2002 | 2009 | 2010 |
| ---- | ---- | ---- |
| 92   | ↗94  | ↘71  |